# Georgia Tech Yellow Jackets
Georgia Tech Yellow Jackets – nazwa drużyn sportowych Georgia Institute of Technology w Atlancie, biorących udział w akademickich rozgrywkach w Atlantic Coast Conference, organizowanych przez National Collegiate Athletic Association. 

## Sekcje sportowe uczelni

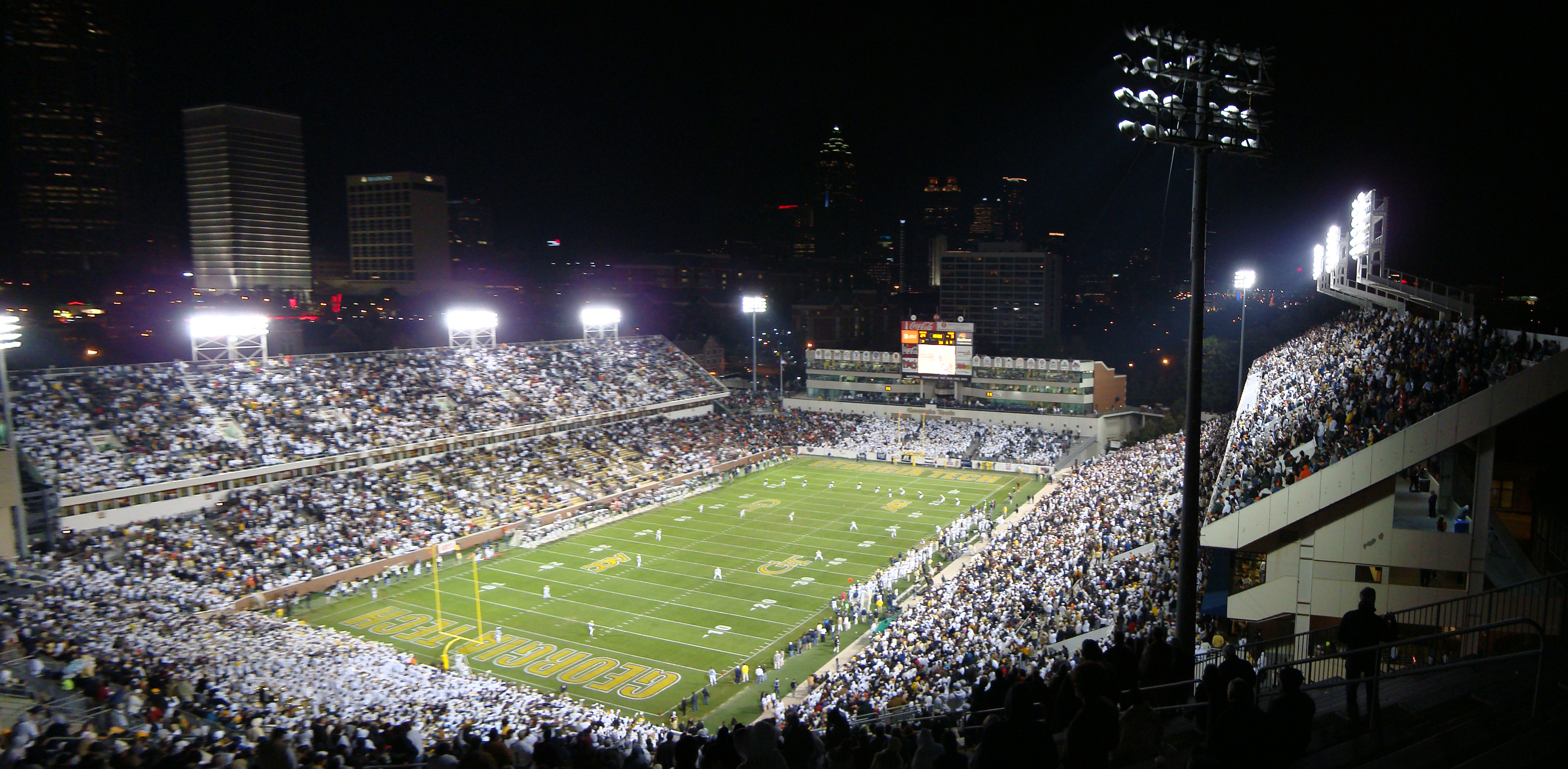
Bobby Dodd Stadium.

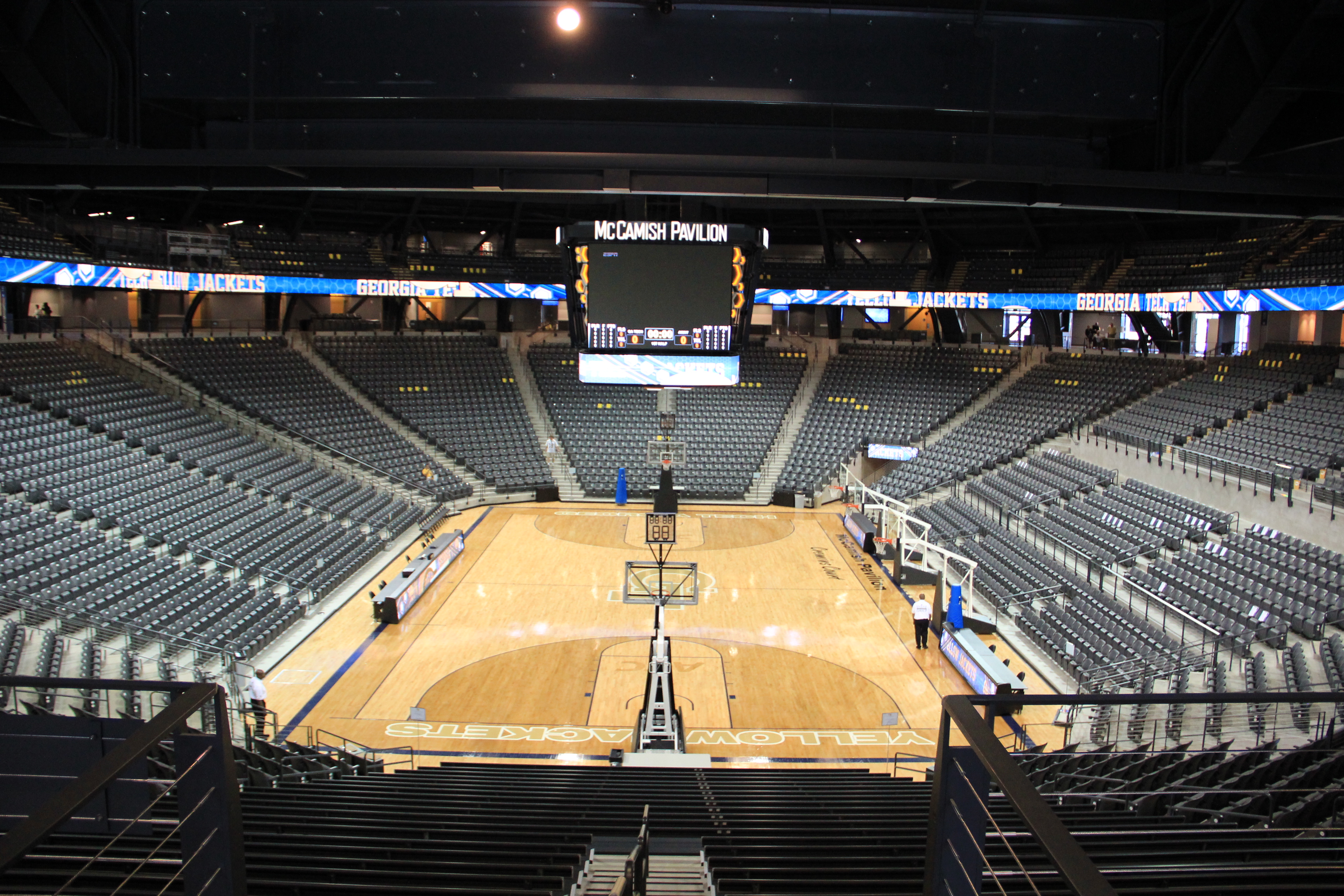
Hank McCamish Pavilion.

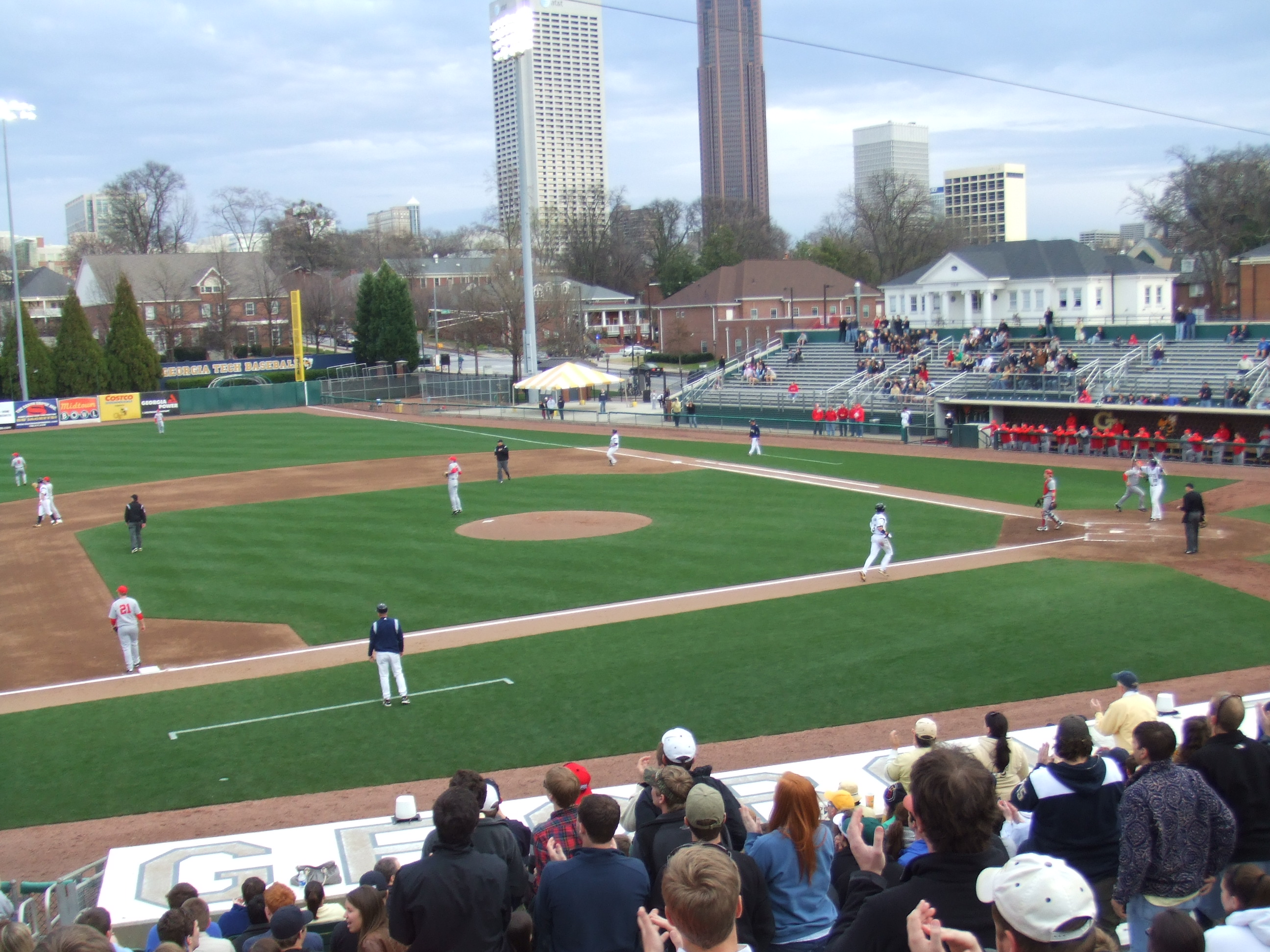
Russ Chandler Stadium.

| Mężczyźni - baseball - bieg przełajowy - futbol amerykański (4): 1917, 1928, 1952, 1990 - golf - koszykówka - lekkoatletyka - pływanie - tenis | Kobiety - bieg przełajowy - koszykówka - lekkoatletyka - siatkówka - pływanie - softball - tenis (1): 2007 |

W nawiasie podano liczbę tytułów mistrzowskich NCAA (stan na 1 lipca 2015)

## Obiekty sportowe
- Bobby Dodd Stadium – stadion futbolowy o pojemności 55 000 miejsc[3]
- Hank McCamish Pavilion – hala sportowa o pojemności 8600 miejsc, w której odbywają się mecze koszykówki i zawody gimnastyczne[4]
- George C. Griffin Track & Field Facility – stadion lekkoatletyczny[5]
- Russ Chandler Stadium – stadion baseballowy o pojemności 4157 miejsc[6]
- O'Keefe Gymnasium – hala sportowa, w której rozgrywane są mecze siatkówki[7]
- McAuley Aquatic Center – hala sportowa z pływalnią o pojemności 2000 miejsc[8]
- Shirley Clements Mewborn Field – stadion softballowy o pojemności 1500 miejsc[9]
- Ken Byers Tennis Complex – korty tenisowe z trybuną o pojemności 232 miejsc[10]